# Windmotor De Hoeve
De Windmotor De Hoeve is een poldermolen bij het Fries-Stellingwerfse dorp De Hoeve, dat in de Nederlandse gemeente Weststellingwerf ligt. Hij staat bijna 3 km ten noordoosten van het dorp in een klein natuurgebied aan de zuidelijke oever van de Linde. De molen is een kleine Amerikaanse windmotor met een windrad van 12 bladen en een diameter van 3,5 meter, die werd vervaardigd door de firma Bakker uit IJlst. In welk jaar de windmotor werd gebouwd is niet bekend. De molen is niet-maalvaardig en is niet voor publiek geopend, al kan hij wel tot op enkele meters worden benaderd.